# Giờ ở Campuchia
Campuchia hiện sử dụng giờ UTC+07:00, tức là sớm hơn UTC bảy giờ vì nước này không áp dụng quy ước giờ mùa hè. Giờ trung bình địa phương ở Phnôm Pênh ban đầu là UTC+7:19 vẫn được dùng cho đến năm 1920 thì mới đổi thành Giờ Đông Dương. Campuchia có cùng múi giờ với miền Tây Indonesia, Thái Lan, Việt Nam, Đảo Christmas và Lào.